# Noemi Rejchrtová
Noemi Rejchrtová (1. listopadu 1940 Praha – 2. ledna 2025) byla česká historička působící na Evangelické teologické fakultě Univerzity Karlovy. Odborně se zabývala především historií české reformace, pozdním husitstvím a Jednotou bratrskou.

## Život
Noemi Rejchrtová (rozená Benešová) v letech 1959–1968 pracovala jako laborantka ve zdravotnických zařízeních. V letech 1966–1972 vystudovala Filozofickou fakultu Univerzity Karlovy v Praze, kde v roce 1973 získala doktorát (za práci Politické názory Václava Budovce z Budova) a začala pod vedením prof. Amedea Molnára pracovat na katedře církevních dějin Evangelické teologické fakulty Univerzity Karlovy. Habilitovala se v roce 1984 prací Studie k českému utrakvismu zejména doby jagellonské. V letech 1990–1993 pracovala v Historickém ústavu ČSAV. V roce 1994 byla jmenována profesorkou. Ve svých pracích kriticky sledovala selhávání církví v dějinách (včetně selhávání církví protestantských).
Jejím manželem byl evangelický farář Luděk Rejchrt.

## Publikace
- Rejchrtová, Noemi (ed.) Z korespondence. Karel starší ze Žerotína. Praha : Odeon, 1982. 452 s.
- Rejchrtová, Noemi. Václav Budovec z Budova. Praha : Melantrich, 1984. 271 s.
- Rejchrtová, Noemi (ed.) Antialkorán. Václav Budovec z Budova. Praha : Odeon, 1989. 435 s.